# Лунное затмение 25 марта 2024 года
Лунное затмение 25 марта 2024 года — полутеневое лунное затмение, начало которого произойдёт в 7:53, а конец в 12:32 по МСК. Наибольшая фаза затмения составит 0,98 в 10:13 по МСК.
Увидеть это затмение смогут жители Западной Европы, Северо-Восточной Азии, Австралии, большей части Африки, Северной Америки, Южной Америки, Тихого океана, Атлантики, Арктики, Антарктиды. С территории России затмение видно не будет.
Это затмение будет первым (из двух) лунным затмением в 2024 году; вторым будет частное лунное затмение 18 сентября.